# Нилски крокодил
Нилски крокодил (лат. Crocodylus niloticus) је један од три врсте крокодила који живе у Африци и друга највећа врста крокодила, после естуарског крокодила. Нилски крокодили живе у Африци јужно од Сахаре и на Мадагаскару. На лошем су гласу јер нападају људе. Иако као врсти не прети истребљење, популације у многим афричким државама су у опасности од нестајања.
Научно име Crocodylus долази од грчке речи krokodeilos која буквално значи „шљунак који гмиже“ (kroko = шљунак и deilos = гмизати или човек) и односи се на изглед крокодила. Niloticus на латинском значи „нилски“ или „из реке Нила“.

## Станиште и распрострањеност
Нилски крокодили живе дуж река и језера, настањују слатководне мочваре, а у неким случајевима живе међу естуарима и шумама мангрове.
Могу се наћи широм Африке јужно од Сахаре па све до националног парка Кругер у Јужноафричкој Републици. Такође насељавају северни део Мадагаскара и слив реке Нил. Недавно, нилски крокодили су живели у Израелу, Јордану и Алжиру. Више не насељавају ни делту Нила, ни приобалне делове Средоземног мора.

## Изглед и грађа тела
Нилски крокодили имају кожу која варира од сиве до маслинасто-зелене боје, са жуто-белим обојеним стомаком са доње стране од које се праве скупоцени предмети. Како постају старији, боја коже је све тамнија Кожа је дебела и састављена од скелетних елемената у облику плоча. Имају дугачак и мишићав реп. Предње ноге имају по пет прстију, а задње су са по четири прста спојена опнама за пливање. Као и сисари имају чврсто непце које дели путеве ваздуха од усне дупље. Ноздрве, уши и очи се налазе на врху главе, тако да је остали део тела под водом. Поседују два очна капка и прозирну опну жмурњачу која лежи испод њих. Њихове снажне вилице су опремљене са укупно 64-68 оштрих зуба у облику купе. Са сваке стране уста се налазе пет зуба на предњем делу горње вилице, 13 или 14 у осталом делу горње вилице (такозване максиле) и 14 или 15 зуба са обе стране доње вилице (такозване мандибуле). Немају пљувачне жлезде и мокраћну бешику. Желудац им је мишићав и садржи каменчиће за млевење хране. Као и код птица и сисара, срце је издељено на две коморе и две преткоморе.

## Величина
Нилски крокодил је највећи афрички гмизавац. Достиже дужину до 5 метара, а ретко кад и до 6.1 m. Одрасли мужјаци теже 500 килограма, док је било примерака од преко 900 kg. Као и сви крокодили и код нилских је присутан полни диморфизам - мужјаци су за 30% крупнији од женки. Највећи живи примерак је крокодил људождер из Бурундија по имену Густав; верује се да је 5,5 m дугачак што је близу величине естуарског крокодила. Такви џинови су ретки данас; много више их је било пре масовног лова током 1940-их и 1950-их година.

## Парење и размножавање
Мужјаци постају полно зрели када достигну дужину тела од око 3 метра. Женке су полно зреле када су од 2 до 2.5 метара дугачке. Да би нарасли до те дужине, потребно је да прође око десет година.
Током сезоне парења, мужјаци привлаче женке риком, ударањем њиховим њушкама по води, издувавањем воде из носа и другим оглашавањима. Већи мужјаци настоје да буду успешнији у том подухвату. Када успеју да привуку женку, почињу да међусобно додирују и мазе своје чељусти и да трепере под водом. Женке полажу јаја два месеца након парења.
Гнежђење траје у новембру или децембру, у време сушне сезоне у северној Африци и кишне сезоне на југу Африке. Најпривлачније области гнежђења су пешчане обале, речна корита или речне обале. Женка тада ископава рупу неколико метара удаљену од обале, дубоку и до 50 центиметара, рупу у коју ће да положи између 25 и 80 јаја. Број јаја варира од популације до популације, док је просечан број око 50. Више женки могу у близини заједно да се гнезде. Јаја су слична кокошијим, али имају много тању љуску.
Након што их снесе, будућа мајка јаја закопава песком, а инкубација траје три месеца. Мужјак обично остане у близини гнезда да би оба родитеља могла да га бране од било кога ко се приближи њиховим јајима. Женка напушта гнездо само да би се расхладила, тако што би се само накратко загњурила у воду или склонила у хладовину. И поред превелике родитељске бриге, људи, варани и друге животиње успеју да опустоше гнездо док је мајка накратко одсутна.
Пре него што треба да се излегу, млади се оглашавају правећи високо фреквентне звуке, сличне звиждању, што је знак да мајка може да откопа гнездо. И мужјак и женка имају обичај да узму јаја у уста, преврћући га између језика и горњег непца да би помогли младима да пробије љуску и излегу се. Када се излегу, женка води младе или их чак ставља у уста да би их пренела до воде.
Крокодили су организми, попут корњача, чији пол не зависи од генетике, већ од просечне температуре током њихове инкубације. Ако је температура у гнезду испод 31,7 °C или изнад 34,5 °C на свет ће доћи женка. Мужјаци се рађају једино ако је температура у границама распона тих пет степени.
Млади су око 30 центиметара дугачки када се излегу, и за толико расту сваке године. Мајка ће младе штитити у наредне две године. Понекад их носи на леђима да би спречила да буду поједени од корњача и водених змија. Када напуне две године, млади су већ око 1,2 метара дугачки. Тада напуштају област око гнезда, избегавајући територије старијих и крупнијих крокодила.
Дужина трајања живота код крокодила није сасвим одређена, али веће врсте као нилски крокодил живе дуже, од 70 до 100 година. У заточеништву живе до 56 година.

## Исхрана
Млади се хране инсектима и малим воденим бескичмењацима, али убрзо прелазе на крупнији улов - једу водоземце, гмизавце и птице. Код одраслих крокодила, 70% исхране чине рибе и други мањи кичмењаци, иако могу да улове скоро сваког кичмењака који дође да пије воду до обале, осим одраслих слонова и нилских коња. Познато је да једу зебре, младе нилске коње, биволе, павијане, гну говеда и друге антилопе.